# Konstantin Bromberg
Konstantin Bromberg (russisk: Михайлович) (født 17. oktober 1939 i Kharkiv i Sovjetunionen, død 10. januar 2020 i Detroit i USA) var en sovjetisk filminstruktør.

## Filmografi
- Prikljutjenija Elektronika (Приключения Электроника, 1980)[1][2]
- Tjarodei (Чародеи, 1982)